# Kanuslalom-Europameisterschaften 2022
Die Kanuslalom-Europameisterschaften 2022 fanden in Liptovský Mikuláš, Slowakei, unter der Leitung des Europäischen Kanuverbandes (ECA) statt. Es wurde die 23. Ausgabe des Wettbewerbs und sie fand vom 26. bis zum 29. Mai 2022 statt.

## Ergebnisse
Insgesamt wurden zehn Wettbewerbe austragen.

### Männer

#### Canadier
| Wettbewerb | Gold                                                 | Gold   | Silber                                              | Silber | Bronze                                           | Bronze |
| ---------- | ---------------------------------------------------- | ------ | --------------------------------------------------- | ------ | ------------------------------------------------ | ------ |
| C1         | Benjamin Savšek                                      | 100,44 | Sideris Tasiadis                                    | 101,01 | Miquel Trave                                     | 102,17 |
| C1 Team    | DeutschlandSideris Tasiadis Franz Anton Timo Trummer | 107,94 | PolenGrzegorz Hedwig Kacper Sztuba Michał Wiercioch | 110,88 | SpanienAnder Elosegi Miquel Trave Luis Fernández | 112,39 |

#### Kajak
| Wettbewerb           | Gold                                             | Gold  | Silber                                              | Silber | Bronze                                            | Bronze |
| -------------------- | ------------------------------------------------ | ----- | --------------------------------------------------- | ------ | ------------------------------------------------- | ------ |
| K1                   | Jiří Prskavec                                    | 96,35 | Giovanni De Gennaro                                 | 97,67  | Felix Oschmautz                                   | 99,45  |
| K1 Team              | TschechienJiří Prskavec Ondřej Tunka Vít Přindiš | 99,40 | PolenMichał Pasiut Jakub Brzeziński Dariusz Popiela | 101,09 | DeutschlandHannes Aigner Noah Hegge Stefan Hengst | 101,47 |
| Canoe Slalom Extreme | Jan Rohrer                                       |       | Mario Leitner                                       |        | Felix Oschmautz                                   |        |

### Frauen

#### Canadier
| Wettbewerb | Gold                                                     | Gold   | Silber                                                 | Silber | Bronze                                                     | Bronze |
| ---------- | -------------------------------------------------------- | ------ | ------------------------------------------------------ | ------ | ---------------------------------------------------------- | ------ |
| C1         | Mallory Franklin                                         | 113,35 | Marjorie Delassus                                      | 115,07 | Tereza Fišerová                                            | 115,77 |
| C1 Team    | SlowakeiEmanuela Luknárová Zuzana Paňková Soňa Stanovská | 131,13 | FrankreichLucie Baudu Marjorie Delassus Laurene Roisin | 132,57 | TschechienTereza Fišerová Martina Satková Gabriela Satková | 132,81 |

#### Kajak
| Wettbewerb           | Gold                                                  | Gold   | Silber                                                                   | Silber | Bronze                                                     | Bronze |
| -------------------- | ----------------------------------------------------- | ------ | ------------------------------------------------------------------------ | ------ | ---------------------------------------------------------- | ------ |
| K1                   | Stefanie Horn Eliška Mintálová                        | 107,24 |                                                                          |        | Mallory Franklin                                           | 110,29 |
| K1 Team              | FrankreichCamille Prigent Romane Prigent Emma Vuitton | 115,30 | Vereinigtes KönigreichKimberley Woods Mallory Franklin Megan Hamer-Evans | 118,64 | PolenKlaudia Zwolińska Natalia Pacierpnik Dominika Brzeska | 121,23 |
| Canoe Slalom Extreme | Tereza Fišerová                                       |        | Mallory Franklin                                                         |        | Ajda Novak                                                 |        |

## Medaillenspiegel
| Platz  | Land           | Gold | Silber | Bronze | Gesamt |
| ------ | -------------- | ---- | ------ | ------ | ------ |
| 1      | Tschechien     | 3    | —      | 2      | 5      |
| 2      | Slowakei       | 2    | —      | —      | 2      |
| 3      | Großbritannien | 1    | 2      | 1      | 4      |
| 4      | Frankreich     | 1    | 2      | —      | 3      |
| 5      | Deutschland    | 1    | 1      | 1      | 3      |
| 6      | Italien        | 1    | 1      | —      | 2      |
| 7      | Slowenien      | 1    | —      | 1      | 2      |
| 8      | Schweiz        | 1    | —      | —      | 1      |
| 9      | Polen          | —    | 2      | 1      | 3      |
| 10     | Österreich     | —    | 1      | 2      | 3      |
| 11     | Spanien        | —    | —      | 2      | 2      |
| Gesamt | Gesamt         | 11   | 9      | 10     | 30     |